# وزارة الخارجية (أرمينيا)
وزارة الخارجية الأرمينية (MFA) هي هيئة حكومية للسلطة التنفيذية، والتي تضع وتنفذ السياسة الخارجية لحكومة أرمينيا وتنظم وتدير الخدمات الدبلوماسية. تعمل وزارة الخارجية وفقًا لدستور وتشريعات أرمينيا. تنسق وزارة الخارجية أنشطة هيئات السلطة التنفيذية للجمهورية على الساحة الدولية. منذ تشرين الثاني (نوفمبر) 2020، شغل آرا أيفازيان منصب وزير خارجية أرمينيا.

## المهام
تهدف أنشطة وزارة الخارجية إلى:
- تعزيز الأمن الخارجي لجمهورية أرمينيا.
- الحفاظ على الظروف الخارجية المواتية لتنمية جمهورية أرمينيا.
- تمثيل المواقف الأرمنية في المنطقة الدولية.
- حماية مصالح جمهورية أرمينيا ومواطنيها في الخارج.
- تعميق المشاركة في المنظمات الدولية والعمليات الدولية.
- زيادة تعزيز التعاون مع الدول الصديقة والشريكة.
- تطبيع العلاقات مع البلدان التي توجد مشاكل معها.
- زيادة تطوير وتعميق العلاقات مع الجاليات الأرمنية في الخارج.
- الاعتراف الدولي بالإبادة الجماعية للأرمن وجمهورية أرتساخ.
- إرساء الاستقرار والتعاون والأمن والسلام في منطقة القوقاز.

## العلاقات الدبلوماسية
أقامت أرمينيا علاقات دبلوماسية مع 178 دولة (اعتبارًا من نوفمبر 2020). أصبحت أرمينيا عضوا في الأمم المتحدة في عام 1992، وهي حاليا عضو في أكثر من 70 منظمة دولية بما فيها منظمة الأمن والتعاون ، CIS ، منظمة معاهدة الأمن الجماعي ، مجلس أوروبا ، EAEU ، الفرانكوفونية ، و منظمة التعاون الاقتصادي .

يوجد علاقات دبلوماسية
لا يوجد علاقات دبلوماسية
قامت أرمينيا بقطع العلاقة